# Медаль «За восстановление угольных шахт Донбасса»
Медаль «За восстановление угольных шахт Донбасса» — государственная награда СССР, учрежденая Указом Президиума ВС СССР от 10 сентября 1947 года для награждения граждан, которые отличились при восстановлении угольных шахт Донбасса после Великой Отечественной войны. 
Положение о медали «За восстановление угольных шахт Донбасса» было дополнено Постановлением Президиума Верховного Совета СССР от 23 июня 1951 года.

## История медали
Медаль была учреждена указом Президиума ВС СССР от 10 сентября 1947 года «Об учреждении медали "За восстановление угольных шахт Донбасса"». Этим же указом утверждалось положение и описание медали. Постановлением Президиума Верховного Совета СССР от 23 июня 1951 года в положение были внесены изменения. 
Автор рисунка медали — художник Дубасов Иван Иванович.
В истории награды были случаи повторного награждения. Например, двумя медалями «За восстановление угольных шахт Донбасса» был награждён Гайдуков И. И. — 26 апреля 1948 года (удостоверение № 001936) и 10 октября 1950 года (удостоверение № 206742).
По состоянию на 1985 год, медалью было награждено свыше 46 тыс. человек. На 1 января 1995 года медалью «За восстановление угольных шахт Донбасса» награждено приблизительно 46 350 человек.

## Положение о медали
Медалью «За восстановление угольных шахт Донбасса» награждаются рабочие, служащие, инженерно-технические и хозяйственные работники за выдающуюся работу, высокие производственные показатели и заслуги в восстановлении угольной промышленности Донбасса.
Представление к награждению медалью «За восстановление угольных шахт Донбасса» производится руководителями предприятий, партийных и профсоюзных организаций.
Списки представленных к награждению медалью «За восстановление угольных шахт Донбасса» рассматриваются и утверждаются от имени Президиума Верховного Совета СССР Министрами угольной промышленности западных районов и строительства топливных предприятий.
Вручение медали «За восстановление угольных шахт Донбасса» производится от имени Президиума Верховного Совета СССР исполнительными комитетами областных Советов депутатов трудящихся по месту жительства награждённых.
Медаль «За восстановление угольных шахт Донбасса» носится на левой стороне груди и при наличии орденов и других медалей располагается после медали «За доблестный труд в Великой Отечественной войне 1941-1945 гг.».
Награждённый медалью должен носить её с честью, служить примером высокой сознательности в соблюдении трудовой дисциплины и добросовестности при исполнении государственных обязанностей.

## Описание медали
Медаль «За восстановление угольных шахт Донбасса» изготовляется из латуни и имеет форму правильного круга диаметром 32 мм.
На лицевой стороне медали в левой части восстановленная шахта, над копром которой — флаг. В правой части медали — фигура шахтёра с отбойным молотком на плече. На заднем плане — восходящее солнце, лучами которого охватывается вся верхняя часть медали. В верхней части медали полукругом надпись «За восстановление угольных шахт Донбасса». В нижней части медали по окружности расположен лавровый венок, у нижних концов ветвей которого находится пятиконечная звёздочка.
На оборотной стороне медали в две строки надпись «ТРУД В СССР — ДЕЛО ЧЕСТИ». Над надписью рельефное изображение серпа и молота.
Все надписи и изображения на медали выпуклые.
Медаль при помощи ушка и кольца соединяется с пятиугольной колодочкой, покрытой шёлковой муаровой лентой шириной 24 мм. На ленте три продольные, цвета червонного золота, полоски шириной 5 мм каждая и две черные полоски шириной 4 мм каждая. Края ленты окантованы узенькими чёрными полосками.